# Havrefras
Havrefras är ett Orkla Foods-ägt varumärke för en serie frukostflingor. En produkt vid namn Fraskuddar lanserades 1961 men fick namnet Havrefras 1971.
Varumärket ägdes fram till 2020 av PepsiCo, som köpt Quaker Oats 2001. Hösten 2021 plockades Quaker-logotypen bort från förpackningarna. Distributionen i Sverige sker sedan 2016 av Orkla foods.